# Трахтемировский монастырь
Трахтемировский Успенский монастырь (укр. Трахтеми́рівський Успе́нський монасти́р) — несохранившийся православный монастырь, который был расположен в деревне Монастырек близ современного села Трахтемиров Черкасского района Черкасской области. Зарубский монастырь (укр. Зарубський монастир) — альтернативное название, которое говорит о близости обители к селу Зарубинцы (бывшему древнерусскому городу Заруб). Остатки монастырских сооружений археологам отыскать не удалось — возможно, они покоятся на дне Каневского водохранилища.
Предположительно на этом месте со времён Киевской Руси стоял Зарубский Пречистенский монастырь. В 1576 году привилегией польского короля Стефана Батория Трахтемировский монастырь стал прибежищем и лечебницей для реестровых казаков-ветеранов. Монастырю были переданы доходы от перевоза и каменоломен, в которых выламывали камень для изготовления мельничных жерновов. В XVII веке Боплан описывает монастырь как «русский монастырь, стоящий [на возвышенности] среди пропастей, окруженных неприступными скалами. Именно в этом месте казаки прячут самое ценное». Полагают, что в монастыре хранились и гетманские клейноды (регалии).
Монастырь был местом, где во время восстаний под руководством Косинского (1593) и Наливайки (1595) хранились зерно, соль и другие запасы восставших, скрывались и они сами. После последнего восстания по решению польского сейма от 1596 года права войска запорожского на монастырь были отменены, а Трахтемиров вместе с монастырем отдан как королевщина на условиях временного держания Иерониму Гуляницкому. В 1601 г. действие грамоты Батория было восстановлено, однако вступление её в силу было заявлено лишь после смерти Гуляницкого, и поэтому фактически Войско Запорожское вступило во владение Трахтемировым только с 1617 г. на основании Ольшанского договора. После этого монастырь получил статус архимандрии (1618 год).. В Ольшанском договоре отмечалось, что монастырь должен выполнять только функции больничного учреждения.
Наивысшего расцвета монастырь достиг при игумене Иезекииле Курцевиче (1616-1620). В 1638 году, после подавления крестьянско-казацкого восстания 1637—1638 годов (когда монастырь выступил в роли одного из центров народного движения), Трахтемиров был определён местом пребывания государственного комиссара для надзора за реестровыми казаками.
Разрушен поляками в 1664—1665 годах во время польско-казацкой войны (очевидно в мае 1664, когда, согласно польским источникам, Стефан Чарнецкий подошел к Трахтемировскому броду, задумав сделать диверсию на левый берег, но передумал и двинулся на Канев).